# Arnuwanda I
Arnuwanda I was een koning van het Hettitische Rijk (nieuwe koninkrijk) circa 1400–1360 v.Chr..